# Фесько Артем Романович
Артем Романович Фесько (нар. 2008, смт Попільня, Україна) — український співак, музикант. Переможець 10-го сезону шоу «Україна має талант» (2021).

## Життєпис
Артем Фесько народився 2008 року у смт Попільні, нині Попільнянської громади Житомирського району Житомирської области України.
Навчався у Житомирському обласному педагогічному ліцеї та Попільнянській дитячiй музичній школі імені Касяна Євченка.
У лютому 2020 року дав перший сольний концерт «Голос». 
У 2021 році Артем став переможцем телевізійного шоу «Україна має талант». 
Кліп із його першим виступом отримав три мільйони переглядів станом на 26 грудня 2021 року.
3 травня 2022 року здобув Гран-прі у Міжнародному дитячому пісенному фестивалi "United Kids Festival" організованому Русланом Квінта в місті Аліканте (Іспанія). Як нагороду Артем отримав грошовий подарунок та авторську пісню від відомого музичного продюсера і композитора – Руслана Квінти.

## Нагороди
- лауреат І ступеня Всеукраїнської музичної олімпіади «Голос країни» (2016, м. Київ)[11];
- гранпрі Міжнародного фестивалю-конкурсу класичної музики та пісні «Талановиті діти України» (2016, м. Київ)[11];
- лауреат ІІ ступеня обласного телевізійного фестивалю-конкурсу «Якщо ти зірочка, засвітись!» (2016, м. Житомир)[11];
- лауреат ІІ ступеня Всеукраїнського фестивалю-конкурсу молодих митців музичного, театрального, хореографічного та образотворчого мистецтва «Хочу стати зіркою України» (2016, м. Житомир)[11];
- І місце Міжнародного фестивалю-конкурсу мистецтв «Соняшник» (2017)[11];
- І місце Обласного фестиваль-конкурс дитячої вокальної творчості «Казкові мелодії» (2017, м. Житомир)[11];
- Житомирська обласна дитячо-юнацької літературно-мистецька премія імені Олени Пчілки (2019)[3].